# Victor David
Pour les articles homonymes, voir David.
Victor-Joseph David, né le 7 août 1808 à Lambermont et mort le 23 juin 1874 à Limbourg, est un industriel et homme politique belge. Il est le frère de Pierre David.

## Fonctions et mandats
- Conseiller communal de Jalhay
- Conseiller provincial de Liège : 1846-1847
- Membre de la Chambre des représentants de Belgique : 1847-1874
- Conseiller communal de Limbourg : 1854-1857
- Échevin de Limbourg : 1858-1872
- Conseiller provincial de Liège : 1858-1870
- Conseiller communal de Limbourg : 1873-1874

## Sources
- BOCHART, Biographie des membres des deux chambres législatives, Bruxelles, 1858
- DE PAEPE, RAINDORF-GERARD, Le Parlement belge 1831-1894. Données biographiques, Bruxelles, Commission de la biographie nationale, 1996, p. 93